# Stephen Chow
Stephen Chow Sing-Chi (Eredeti Kínai: 周星馳, Hongkong, 1962. június 22. –) hongkongi színész, komikus, filmrendező és producer.

## Pályafutása
Stephen Chow a TVB televíziós állomás színészeként kezdte karrierje felépítését. Habár az 1980-as évek elején lépett be a TVB-be, és ott lett képezve is, nagyon kevés szerepet kapott.
1999-ben Chow filmeket kezdett rendezni, amelynek első gyümölcse a "King Of Comedy" volt. 2001-ben az Üsd, vágd, focizzál! (Shaolin foci) (Siu lam juk kau) című filmjének bevétele 60 millió hongkongi dollár fölött volt. A film továbbá megnyerte a "Legjobb Képi világ" díját, hét díjat nyert 2001-től 2003-ig, köztük a kék szalag díjat a legjobb Távoli nyelvet beszélő filmek között, illetve az Arany Bauhinia Legjobb képi világ és legjobb rendező díjat. Chow továbbá megnyerte a filmjével a legjobb színész, és a legjobb rendező díját a 2002-es Hong Kong Film Awards-on. 2004-ben szintén rendezett egy filmet, a Pofonok földjét, mellyel 18 díjat nyert, köztük a BAFTA legjobb nem angol nyelvű film díjat, öt Golden Horse Awards-díjat, és hat Hong Kong Film Awards díjat.
Azokat a színésznőket, akik Chow filmjeiben való szereplésük után kapott fel a média, Kínában kollektíven Szeng-lányok néven emlegetik, akik közül a legfiatalabb a Journey to the West: Conquering the Demons című filmben szereplő hétéves Csang Jü-ven (Zhang Yuwen).